# Капіталізація (друкарство)
Капіталіза́ція (лат. capitalisatio, від littera capitalis — «велика літера») — друкування або писання великими літерами.
У деяких мовах (англійській, французькій) термін capitalisation вживають і щодо правил написання великих і малих літер.
| Мова:          | Українська | Латинська | Грецька | Грузинська | Вірменська |
| -------------- | ---------- | --------- | ------- | ---------- | ---------- |
| Малі літери:   | абвгґде    | abcdefg   | αβγδεζη | აბგდევზ    | աբգդեզէ    |
| Капіталізація: | АБВГҐДЕ    | ABCDEFG   | ΑΒΓΔΕΖΗ | ႠႡႢႣႤႥႦ    | ԱԲԳԴԵԶԷ    |

## Інтернет-ресурси
- SongCase.com, Online tool [Архівовано 15 травня 2021 у Wayback Machine.] for capitalizing song titles
- Capitalization Rules for Song Titles [Архівовано 19 грудня 2012 у Archive.is] at the Aichi Institute of Technology
- Capitalization guide at the University of South Carolina
- Text::Capitalize [Архівовано 24 жовтня 2012 у Wayback Machine.], a Perl module for English capitalization
  - Lingua::EN::NameCase [Архівовано 18 вересня 2011 у Wayback Machine.], a Perl module for Western European name capitalization